# Lưu Xương (Trung Sơn vương)
Lưu Xương (chữ Hán: 刘昌, ? - 110 TCN), tức Trung Sơn Ai Vương (中山哀王), là chư hầu vương thứ hai của nước Trung Sơn, chư hầu nhà Hán trong lịch sử Trung Quốc
Lưu Xương là con trai của Trung Sơn Tĩnh vương Lưu Thắng, vương chư hầu đầu tiên ở nước Trung Sơn thời Hán. Năm 112 TCN, Lưu Thắng mất, Lưu Xương lên nối tước Trung Sơn vương.
Hán thư không cho biết gì về những việc làm của ông lúc sinh tiền cũng như lúc làm vua Trung Sơn.
Lưu Xương chỉ ở ngôi được 1 năm. Năm 110 TCN, ông qua đời, không rõ bao nhiêu tuổi. Con là Trung Sơn Khang vương Lưu Côn Xỉ nối tước.